# Konrad Adenauer (samolot)
Konrad Adenauer – samolot rządowy Niemiec. Samolot nazwano na cześć niemieckiego polityka Konrada Adenauera.

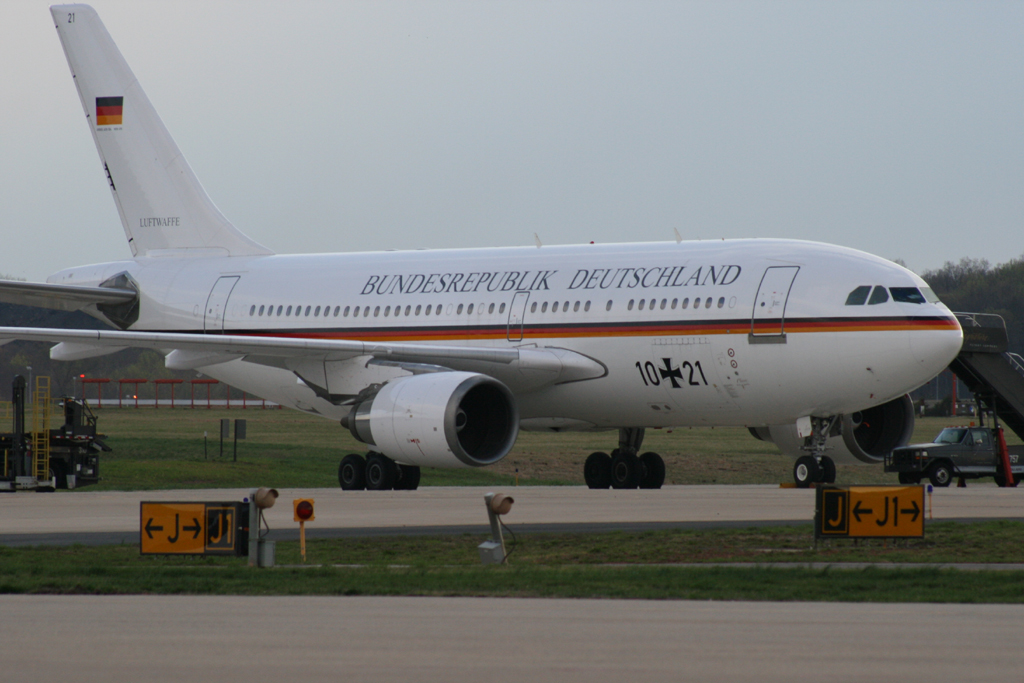
Poprzedni Konrad Adenauer

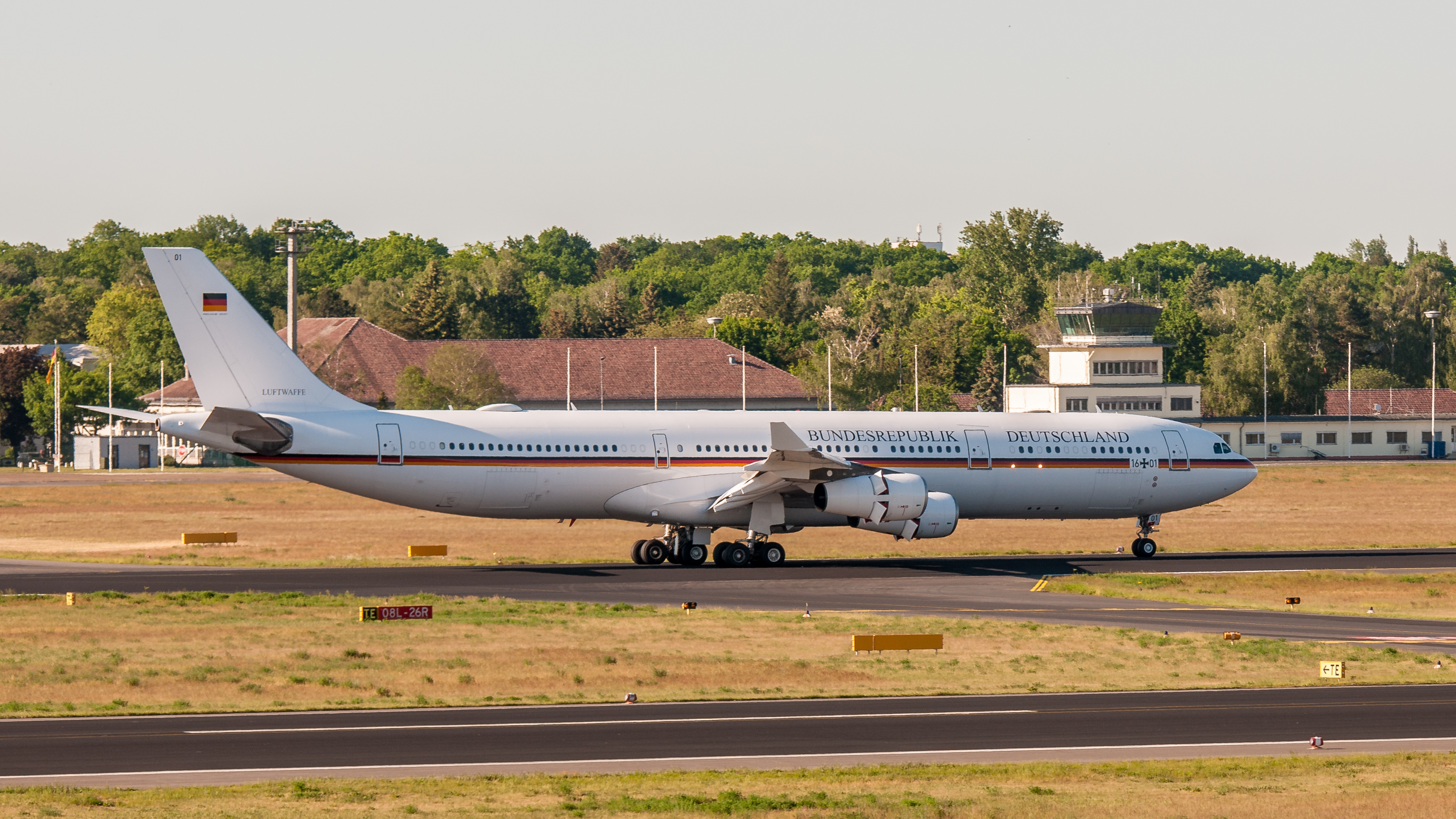
Obecny

Do roku 2011 był to Airbus A310-304, obecnie Airbus A340-300, wcześniej oznaczony D-AIGR.
29 listopada 2018 roku samolot musiał zawrócić z lotu do Argentyny na szczyt G20.